# Leopoldo Luigi d'Asburgo-Lorena
Arciduca Leopoldo Luigi d'Asburgo-Lorena (Milano, 6 giugno 1823 – Hörnstein, 24 maggio 1898) è stato un nobile, generale e ammiraglio austriaco.

## Biografia
Leopoldo Luigi Maria Francesco Giulio Eustorgio Gerardo d'Asburgo Lorena era il figlio maschio primogenito dell'arciduca Ranieri Giuseppe d'Asburgo-Lorena (1783-1853) e della principessa Maria Elisabetta di Savoia-Carignano (1800-1856) nonché nipote dell'Imperatore Leopoldo II. Egli nacque a Milano nel 1823 dove suo padre era di servizio come Viceré del Regno Lombardo-Veneto da poco costituito. Il fratello minore di Leopoldo Luigi, l'arciduca Ranieri Ferdinando (1827-1913), prestò servizio come primo ministro austriaco dal 1859 al 1861. Leopoldo seguì il padre nella carriera militare ottenendo il grado di Feldmarschall-leutnant (luogotenente generale) nell'esercito austriaco e nel 1867 ottenne il grado di generale di cavalleria. Divenne quindi proprietario del 53º reggimento di fanteria e del reggimento di lancieri russo-ucraini n. 13 nonché del 6º reggimento prussiano di fanteria. Durante la rivoluzione in Italia, Leopoldo risultò fondamentale per la cattura di Forte Marghera. Nell'ambito della ricerca finalizzata al miglioramento delle tecnologie militari, Leopoldo si dedicò a studi migliorativi per i guastatori, formando un moderno corpo di genieri, completamente rinnovato.
Quando l'arciduca Massimiliano d'Austria accettò la corona dell'Impero del Messico nel marzo del 1864, l'Imperatore Francesco Giuseppe inviò Leopoldo al Castello di Miramare a Trieste per consegnare a Massimiliano il suo atto di rinuncia alle pretese sul trono austriaco. Tra i due cugini, ad ogni modo, non correva buon sangue e in particolare Massimiliano vedeva Leopoldo come uno dei possibili beneficiari di una sua rinuncia al trono ed è per questo che si rifiutò categoricamente di controfirmare l'atto sino alla visita di Francesco Giuseppe a Miramare, il 9 aprile 1864.
Indubbiamente l'irritazione di Massimiliano crebbe ulteriormente quando Leopoldo venne nominato dal 1865 -25.febbraio 1868 ispettore generale delle truppi navali e la flotta col grado di Vice Ammiraglio nell'aprile del 1864.
Dopo un ictus nel 1868 Leopoldo si ritirò a vita privata. La sua proprietà del castello di Hernstein nel 1880 venne completamente rinnovata e rimodellata storicamente con un progetto affidato all'architetto Theophil von Hansen il quale la trasformò in una splendida residenza di caccia. Altri problemi di salute costrinsero poi l'arciduca a trascorrere gli ultimi anni della sua vita su una sedia a rotelle. Morì celibe e senza figli a Hörnstein il 24 maggio 1898 e fu sepolto in una tomba della Cripta Imperiale di Vienna.

## Ascendenza
|                                      |                                        |                                                 | Genitori                                      |  |  | Nonni |  |  | Bisnonni              |  |  | Trisnonni          |  |
|                                      |                                        |                                                 |                                               |  |  |       |  |  | Francesco I di Lorena |  |  | Leopoldo di Lorena |  |
|                                      |                                        |                                                 |                                               |  |  |       |  |  | Francesco I di Lorena |  |  | Leopoldo di Lorena |  |
|                                      |                                        | Elisabetta Carlotta di Borbone-Orléans          |                                               |  |  |       |  |  | Francesco I di Lorena |  |  |                    |  |
| Leopoldo II d'Asburgo-Lorena         |                                        |                                                 |                                               |  |  |       |  |  | Francesco I di Lorena |  |  |                    |  |
|                                      |                                        | Maria Teresa d'Austria                          | Carlo VI d'Asburgo                            |  |  |       |  |  |                       |  |  |                    |  |
|                                      |                                        | Maria Teresa d'Austria                          | Carlo VI d'Asburgo                            |  |  |       |  |  |                       |  |  |                    |  |
|                                      |                                        | Maria Teresa d'Austria                          | Elisabetta Cristina di Brunswick-Wolfenbüttel |  |  |       |  |  |                       |  |  |                    |  |
| Ranieri Giuseppe d'Asburgo-Lorena    |                                        | Maria Teresa d'Austria                          |                                               |  |  |       |  |  |                       |  |  |                    |  |
|                                      |                                        | Carlo III di Spagna                             | Filippo V di Spagna                           |  |  |       |  |  |                       |  |  |                    |  |
|                                      |                                        | Carlo III di Spagna                             | Filippo V di Spagna                           |  |  |       |  |  |                       |  |  |                    |  |
|                                      |                                        | Carlo III di Spagna                             | Elisabetta Farnese                            |  |  |       |  |  |                       |  |  |                    |  |
| Maria Ludovica di Borbone-Spagna     |                                        | Carlo III di Spagna                             |                                               |  |  |       |  |  |                       |  |  |                    |  |
|                                      |                                        | Maria Amalia di Sassonia                        | Augusto III di Polonia                        |  |  |       |  |  |                       |  |  |                    |  |
|                                      |                                        | Maria Amalia di Sassonia                        | Augusto III di Polonia                        |  |  |       |  |  |                       |  |  |                    |  |
|                                      |                                        | Maria Amalia di Sassonia                        | Maria Giuseppa d'Austria                      |  |  |       |  |  |                       |  |  |                    |  |
| Leopoldo Luigi d'Asburgo-Lorena      |                                        | Maria Amalia di Sassonia                        |                                               |  |  |       |  |  |                       |  |  |                    |  |
|                                      | Vittorio Amedeo II di Savoia-Carignano | Luigi Vittorio di Savoia-Carignano              |                                               |  |  |       |  |  |                       |  |  |                    |  |
|                                      | Vittorio Amedeo II di Savoia-Carignano | Luigi Vittorio di Savoia-Carignano              |                                               |  |  |       |  |  |                       |  |  |                    |  |
|                                      | Vittorio Amedeo II di Savoia-Carignano | Cristina Enrichetta d'Assia-Rheinfels-Rotenburg |                                               |  |  |       |  |  |                       |  |  |                    |  |
| Carlo Emanuele di Savoia-Carignano   | Vittorio Amedeo II di Savoia-Carignano |                                                 |                                               |  |  |       |  |  |                       |  |  |                    |  |
|                                      |                                        | Giuseppina Teresa di Lorena-Armagnac            | Luigi Carlo di Lorena, principe di Lambesc    |  |  |       |  |  |                       |  |  |                    |  |
|                                      |                                        | Giuseppina Teresa di Lorena-Armagnac            | Luigi Carlo di Lorena, principe di Lambesc    |  |  |       |  |  |                       |  |  |                    |  |
|                                      |                                        | Giuseppina Teresa di Lorena-Armagnac            | Louise Julie Constance de Rohan               |  |  |       |  |  |                       |  |  |                    |  |
| Maria Elisabetta di Savoia-Carignano |                                        | Giuseppina Teresa di Lorena-Armagnac            |                                               |  |  |       |  |  |                       |  |  |                    |  |
|                                      |                                        | Carlo di Sassonia, duca di Curlandia            | Augusto III di Polonia                        |  |  |       |  |  |                       |  |  |                    |  |
|                                      |                                        | Carlo di Sassonia, duca di Curlandia            | Augusto III di Polonia                        |  |  |       |  |  |                       |  |  |                    |  |
|                                      |                                        | Carlo di Sassonia, duca di Curlandia            | Maria Giuseppa d'Austria                      |  |  |       |  |  |                       |  |  |                    |  |
| Maria Cristina di Sassonia           |                                        | Carlo di Sassonia, duca di Curlandia            |                                               |  |  |       |  |  |                       |  |  |                    |  |
|                                      |                                        | Francesca Korwin-Krasińska                      | Stanislao Korwin-Krasiński                    |  |  |       |  |  |                       |  |  |                    |  |
|                                      |                                        | Francesca Korwin-Krasińska                      | Stanislao Korwin-Krasiński                    |  |  |       |  |  |                       |  |  |                    |  |
|                                      |                                        | Francesca Korwin-Krasińska                      | Anna Humiecka                                 |  |  |       |  |  |                       |  |  |                    |  |
|                                      |                                        | Francesca Korwin-Krasińska                      |                                               |  |  |       |  |  |                       |  |  |                    |  |